# 木曾衆
木曾衆（きそしゅう、木曽衆）は、元は木曾氏の一族や家臣で関ヶ原の戦いの前哨戦の東濃の戦いを勝利に導いたため徳川家康から知行所を与えられた山村氏・千村氏・馬場氏・三尾氏・原氏のこと。
馬場氏は江戸幕府の旗本として版籍奉還に至ったが、山村氏・千村氏・三尾氏・原氏は、後に徳川家康によって尾張藩の附属に移された。

## 経緯
慶長5年(1600年)　徳川家康は木曾義利を不行状の理由により改易し、その領地1万石を没収した。
そのため木曾氏の一族・家臣達は所領を失ってしまったが、同年に家康が会津征伐を行う際に下野国の小山に山村良勝、千村良重、馬場昌次を召し出し、木曾氏の旧領地を与えることを示したうえで、西軍に就いた木曽の太閤蔵入地の代官で、尾張犬山城主も兼務していた石川貞清から木曽谷を奪還するように命じた。
山村良勝と千村良重は、下野国小山で東軍に加わり中山道を先導する時には、数十人に過ぎなかったので、木曾氏が改易された後に甲斐と信濃に潜んでいた木曾氏の遺臣に檄を飛ばして東軍に加わるよう呼びかけた。
塩尻で松本城主石川康長の許にあった山村良勝の弟の山村八郎左衛門が加わり、甲斐の浅野長政の許にいた良勝の弟の山村清兵衛が馳せつけた。
8月12日に、木曽の太閤蔵入地の代官で、尾張犬山城主も兼務していた石川貞清の家臣となって、贅川の砦の中に居た千村次郎右衛門・原図書助・三尾将監長次が内応してきたので、良勝・良重の軍勢は、ほとんど抵抗を受けることなしに贅川の砦を突破し、中山道を通って西へ向けて進軍し、山村良勝は妻籠城に入って城を修築した。
その時、家康の意を受けた大久保長安から軍令状が届き、美濃へ進んで西軍が籠る城の攻略を命じられ、遠山友政・遠山利景らに加勢して苗木城や岩村城を西軍からの奪還に協力した。(東濃の戦い)
家康は、関ヶ原の戦いで勝利した2週間後の10月2日に、山村良勝の父の山村良候(道祐)を木曾代官に任命した。
家康は、木曾衆に木曽谷を知行所として与えようとしたが、山村良候(道祐)が、「木曽谷には幹線である中山道が通り、良質な木材の産地でもあるから、私共が領すべきではない」と上申した。
山村良候の廉直な志に感動した家康は、木曾衆に6,200石を加増した上で、木曽谷の代わりとして美濃国内に知行所を与えた。そのため木曾衆の知行地の合計は、16,200石8斗3升となった。

### 徳川家康から与えられた時点の石高
- 山村甚兵衛良勝　　　　　　　4,600石
- 山村道祐良候(良勝の父)　　　1,300石
- 山村清兵衛道休(良勝の弟)　　　700石
- 山村八郎左衛門一成(良勝の弟)　500石
- 千村平右衛門良重　　　　　　4,600石
- 千村藤右衛門政利(良重の弟)　　300石
- 千村助右衛門重次(良重の従弟)　700石
- 千村次郎衛門重照(良重のはとこ)600石
- 原図書助政重　　　　　　　　　800石
- 三尾将監長次　　　　　　　　　500石
- 馬場半左衛門昌次　　　　　　1,600石

合計　　　　　　　　　　　　　16,200石余 
- 恵那郡
  - 落合村　　　　　　　　　　480石4斗1升
  - 中津川村　　　　　　　　1,334石6斗3升
  - 駒場村　　　　　　　　　　772石
  - 手金野村　　　　　　　　　446石5斗4升
  - 千旦林村　　　　　　　　　552石6斗2升
  - 茄子川村　　　　　　　　1,368石6斗
  - 正家村　　　　　　　　　　873石2斗7升
- 土岐郡
  - 釜戸村　　　　　　　　　　973石2斗　　　　　　　　　　
  - 日吉村　　　　　　　　　1,472石8斗5升
  - 大湫村　　　　　　　　　　109石8斗2升
  - 半原村　　　　　　　　　　181石
  - 寺河戸村 　　　　　　　　　50石2斗
- 可児郡　　　　　　　　　　　
  - 御嵩上之郷　　　　　　　2,411石3斗
  - 久々利村　　　　　　　　1,720石9斗3升
  - 羽崎村　　　　　　　　　1,349石8斗4升
  - 比衣村　　　　　　　　　　469石1斗
  - 大森村　　　　　　　　　　848石7斗8升　　　　　　　　　　　
  - 伊岐津志村　　　　　　　　786石1斗8升

合計　　　　　18ヶ村　　　　16.201石2斗7升　　

### 美濃国恵那郡における知行所
- 落合村　480石4斗1升(山村甚兵衛　240石2斗5合・千村平右衛門　240石2斗5合)
- 中津川村　1,334石6斗3升(山村甚兵衛　1,334石6斗3升)
- 駒場村　772石(千村平右衛門　772石)
- 手金野村　446石5斗4升(山村甚兵衛　446石5斗4升)
- 千旦林村　552石6斗2升
  - 本郷(山村甚兵衛　100石・千村平右衛門　100石・山村八郎左衛門　300石)
  - 辻原(山村甚兵衛　26石3斗1升・千村平右衛門　26石3斗1升)
- 茄子川村　1,368石6升(釜戸馬場氏　275石[1]・山村甚兵衛　350石・千村平右衛門　125石・原図書助十郎兵衛　156石6斗・千村助右衛門　145石・山村清兵衛一学　130石・千村次郎右衛門　119石・三尾将監左京　86石)
- 正家村　873石2斗7升(山村甚兵衛　200石・千村平右衛門　400石・三尾将監左京　300石)

### 美濃国土岐郡における知行所
- 釜戸村　973石2斗(釜戸馬場氏　973石2斗→1,018石[2]→1,032石4斗6升9合[3])
- 日吉村　1,472石8升5斗
  - 深沢　(山村甚兵衛　101石2斗2升1合・千村平右衛門　150石)
  - 田髙戸(山村甚兵衛　9石5斗・千村平右衛門　9石5斗)
  - 志月　(山村甚兵衛　4石・千村平右衛門　4石)
  - 本郷　(山村甚兵衛　735石1斗9升)
  - 平岩　(山村八郎左衛門　85石→68石7斗1升7合)
  - 北野　(山村清兵衛一学　70石→56石6斗2合)
  - 宿　　(千村藤右衛門又八郎　133石)
  - 宿洞　(原藤兵衛　123石5斗[4]・原図書助十郎兵衛　5石)　
  - 松野　(千村藤右衛門又八郎　8石2斗4升1合→6石6斗6升2合)
  - 南垣外(千村助右衛門　385石→311石2斗9升9合)
- 大湫村　109石8斗2升(山村甚兵衛　54石9斗1升・千村平右衛門　54石9斗1升)
- 半原村　181石(千村次郎右衛門　111石)
- 寺河戸村
  - 一日市場　50石2斗(山村甚兵衛　25石1斗・千村平右衛門　25石1斗)

### 美濃国可児郡における知行所
- 御嵩上之郷　2,411石3升
  - 小和沢(千村平右衛門　56石)
  - 宿 　  (千村平右衛門　222石)
  - 中切　(千村平右衛門　491石5斗4升)
  - 綱木　(千村平右衛門　65石4斗1升2合)
  - 大久後(山村甚兵衛　50石)
  - 谷　　(山村甚兵衛　100石)
  - 美佐野(山村甚兵衛　200石)
  - 井尻　(山村甚兵衛　435石1斗6升5合)
  - 津橋　(山村清兵衛一学　250石)
  - 前沢　(原図書助十郎兵衛　120石6斗1升8合)
  - 小原　(千村藤右衛門又八郎　126石7斗5升9合)
  - 樋ヶ洞(千村藤右衛門又八郎　26石)
  - 西洞　(原藤兵衛　43石[4])　
  - 林垣外(原藤兵衛　34石[4])　
  - 謡坂　(千村九右衛門　110石[5])　
  - 次月　(原図書助十郎兵衛　51石)

- 久々利村　1,720石9斗3升 
  - 久々利(山村甚兵衛　400石・千村平右衛門　400石)
  - 丸山　(三尾将監左京　114石)
  - 我田　(千村九右衛門　90石[5]・千村藤右衛門又八郎　6石)
  - 佐渡　(山村清兵衛一学　200石)
  - 酒井　(千村助右衛門　60石)
  - 原見　(千村助右衛門　110石)
  - 平芝　(山村八郎左衛門　14石2斗6升9合)
  - 柿下　(釜戸馬場氏　232石9斗5升8合)

- 羽崎村　1,349石8斗4升　　 　　 
  - 羽崎　  (山村甚兵衛　874石4斗)
  - 二野　  (原図書助十郎兵衛　460石6斗2升5合)

- 小名田村　72石(釜戸馬場氏　72石)
- 比衣村　469石1斗(千村平右衛門　469石1斗)
- 大森村　848石7斗8升(千村平右衛門　848石7斗8升)
- 伊岐津志村　786石1斗8升 (山村甚兵衛　200石・千村平右衛門　150石・山村清兵衛一学　50石・千村次郎右衛門　300石・山村八郎左衛門　100石)

### 大坂の陣
慶長19年(1614年)の大坂冬の陣では、千村重次、千村重親(重照の子)、千村政利、千村重秀、馬場昌次・利重の父子、山村三親、山村一成、三尾重安、原于祭(原政重の子)、原貞武の11名は、中山道の妻籠関所を守り、山村良勝・良安の父子は同心と共に贄川番所を守った。千村良重は知久則直や宮崎安重と共に信濃伊那郡の浪合関所を守った。
しかし徳川方の本多正純・安藤直次・成瀬正成から山村良勝・千村重長(良重の子)に大坂へ参陣するように奉書が届いたため、二条城に赴き家康と秀忠に謁見し陣中を勤めた。
元和元年(1615年)の大坂夏の陣には、山村良勝・良安父子、千村良重・重長父子、山村三親、千村重親、三尾重安、原于祭、山村一成、千村政利、千村重秀、原貞武に、先鋒は馬場昌次、しんがりは千村重次が勤め木曾衆が揃って従軍した。
山村父子・千村父子と共に二条城で家康に謁見し、次いで伏見桃山城で秀忠に拝謁した。その時に秀忠より上意があり、美濃衆の組頭であった岩村藩主の松平乗寿と共に河内国の枚方口を守るように命じられた。
しかし木曾衆一同は先陣で徳川家への忠節を尽くしたい願い出たことから、家康と秀忠は、それを許し、尾張藩主の徳川義直に属して天王寺口へ回り義直の先鋒を勤めた。
5月7日に大坂城が落城し、8日には城の検分を行い、9日には京都で家康と秀忠との謁見を済ませ帰陣した。

## 山村氏
山村氏の祖は山村良道といい近江国山村の出身であったから山村を氏としたという。
五代の山村良豊の次男の山村十郎右衛門良尚が、江戸幕府から書院番として300俵で召し出され、当時江戸で記録者として有名であった大塚新左衛門に依頼して先祖を調査してもらったところ、大江貞基の末裔が正しいとの回答があっため、その後は大江氏を称するようになった。
山村良道は室町幕府に仕えていたが、幕府が衰えてきたので職を辞して、諸国を旅して木曾へ来た時に木曾義元に気に入られて仕官を勧められたが、これを一旦は辞していた。
永正元年（1504年）、飛騨国司・姉小路済継の命を受けた三木重頼配下の大熊玄蕃・白谷左馬介らが白巣峠を越えて木曾の王滝村に攻め入った。
木曾義元は王滝城にて飛騨勢を迎え撃つが敗れ、居城の木曽福島城への退却中に追撃を受け負傷し、その後死去した（『西筑摩郡誌』）享年30。
山村良通はそのような状況で木曾を去ることは忍びず、王滝村の上島に留まって飛騨からの攻撃に備えていたが、
永正12年（1515年）、飛騨勢が王滝村に攻め込んだ時に戦死した。
この時、嫡男の山村良利は僅かに2歳であったため、木曾義在によって養育され木曾氏の家臣となった。
弘治元年(1555年)8月、木曾義康は武田信玄に属した。
永禄3年(1560年)、飛騨の三木氏との戦で、山村良利、山村良候の父子は功名を挙げ信玄から感状を受けた。
木曾義康が没すると、山村良候は木曾義昌に仕えて功名を立て次第に重き存在となった。
天正10年(1582年)、木曾義昌が武田氏に叛いたため、武田勝頼は木曾義昌を召し出したが、病と偽って行かなかったため、代わりに山村良侯が出向いたが、帰そうとしないので、隙を見て木曽へ逃げ帰った。
天正18年、豊臣秀吉による小田原征伐では徳川軍に加わり、小田原城が落城すると、木曾義昌は下総国網戸(阿知戸)へ1万石で移封されたので山村良勝は義昌に従ったが、父の良侯は老齢を理由に木曽福島に留まった。

### 山村甚兵衛家
```
(系譜) 良勝―良安―良豊―良忠―良景―良及―良啓―良由―良喬―良熙―良棋―良醇―
```

山村甚兵衛良勝は、山村宗家として美濃国の恵那郡・土岐郡・可児郡の中山道沿いの村々の中から4,600石(後に4,400石)を知行地として給された。
美濃国可児郡久々利村に屋敷を構えたが、木曾代官となったため木曽福島へ帰り、久々利村の屋敷は久々利役所として土岐郡内と可児郡内にあった知行所の支配の拠点とした。また恵那郡内の知行所については中津川宿に中津川代官所を置いて支配の拠点とした。
久々利役所は「木曽古事談」によれば、可児郡久々利村(可児市)におかれた。ここに居所をかまえる千村平右衛門領と山村領は、落合村　千旦林村　茄子川村のように一村内に共存することが多いため、村民からの請願には用水、川除けなど立会裁許を必要とするものがあり、その場合、山村甚兵衛家は、その座上筆頭(上席)の位置にあったので、管下の百姓は「御頭(おかしら)」と呼び、その下役を代官と呼ばっていた。この久々利役所には、そうした領主の名代にあたる意味からして山村氏の家老の家柄の者をあてた。
父の良候には隠居料として1,300石が給されたため、山村甚兵衛家の知行地は5,900石となった。
また木曽福島の木曾代官所にて代官としての職務と、幕府管轄の福島関所の管理責任者と公儀御用の材木の伐採を兼務した。
また木曽川の中流で綱場があった美濃国可児郡錦織村の錦織川並材木奉行所の支配も任された。
木曾代官の報酬としては、御免白木5,000駄と、木曾住民からの貢物(薪・炭・新蕎麦・木綿・麻布・雉子・松明・人夫・馬・柿渋・飼料・筵の類)を得ていた。
木曾代官に就任すると、山村甚兵衛家の給人の中から「下代官」を任命し、１村または数ヶ村を支配させた。
また江戸幕府からは江戸の金杉(芝の将監橋)に3,423坪の屋敷を拝領し、交代寄合となり、番頭並、江戸城では1万石格の「柳の間詰」で遇せられた。
尾張藩からも城代格・大年寄として名古屋の東片端に3,477坪の屋敷を拝領した。
元和元年（1615年）、大坂の陣終結後に江戸城への帰途、名古屋城に立寄った家康は、山村甚兵衛良勝と千村平右衛門良重を召し出し、木曽を尾張藩に加封する旨を申し渡した。
木曾全域が尾張藩の所領となったため、山村甚兵衛良勝は幕府の交代寄合ではなくなったが、尾張藩付属後も、木曽福島で尾張藩の木曾代官として、また幕命による木曽福島の関所の管理と公儀御用の材木の伐採は変わらず、子孫は代々、尾張藩の重臣として美濃国内の中山道沿いの村々5,700石の知行を行った。
寛文4年(1664年)に尾張藩が行った林政改革後は、木曾の山林は尾張藩の上松材木役所が管轄することとなり、山村甚兵衛家の役割は、美濃国の中山道沿いの村々の支配と、木曽谷の村方の支配及び福島関所の管理に限定された。
享保年間(1716～1736年)の尾張藩の改革において下代官が廃止されたので、それ以降の村方支配は、木曾十一宿支配を兼ねた尾張藩の寺社奉行所や、木曾代官所内の勘定所へ直接村役人を招集するか、または木曾代官所の役人が村々を巡回してこれを行なった。
木曾代官所内の勘定所は、村役人同士のコミュニティの場となるとともに、代官所の意向を村々へ伝達するための集会所となった。
子孫は代々、尾張藩の重臣として明治維新を迎えた。

## 千村氏
千村氏は木曾氏の支族である。
木曽義仲の子孫で六代目の家村が足利尊氏の配下となり、領地を与えられ木曾讃岐守家村と称した。
家村は、五人の子に領地を分けて支配させ、五男の家重は上野国千村郷を支配し千村五郎家重と称して千村氏の祖となった。
その後、戦国の世の千村政直までの十代は明らかでない。千村平右衛門良重はその後裔である。
千村政直は宗家木曽義昌とともに甲斐の武田信玄に属していたが、信玄の死後武田勝頼が長篠の戦いで大敗すると義昌と共に織田信長に属した。
やがて家康が信濃に勢力を伸ばすと義昌は家康に接近していった。
天正18年小田原征伐では徳川軍に加わり、小田原城が落城すると信濃諸大名は関東各地に封ぜられ、義昌は木曽から下総国網戸(阿知戸)へ一万石で移封され千村氏も義昌に従った。

### 千村平右衛門家
```
(系譜) 良重―重長―基寛―仲興―仲成(養子)―政成―政武―頼久―頼房―仲雄―仲泰―仲展―
```

千村良重は関ヶ原の戦いの前哨戦である東濃の戦いでの戦功により、幕府の交代寄合となった。子孫は代々、千村平右衛門と称した。
美濃国内の美濃国の恵那郡・土岐郡・可児郡における4,600石を知行地として給された他に、
信濃伊那郡の幕府領であった、上伊那の榑木買納め5ヶ村(小野村、中坪村、野口村、八手村、上穂村の一部)と下伊那の榑木割納め6ヶ村(大河原村、鹿塩村、清内路村、加々須村、南山村、小川村の一部)の合計6,197石を預地として支配を委任され幕府から手数料を受け取った。
これら信州伊那郡の預地を支配するために、箕瀬羽場(長野県飯田市箕瀬町・羽場町)に陣屋を置いた。
また遠州奥の山榑木奉行にも任じられ、船明・大薗・日明・伊須賀(伊砂)の4箇村390石余を預かった。
慶長6年(1601年)2月、美濃国可児郡久々利村に移され、千村陣屋を構えた。
久々利村には家臣の屋敷が70軒ほどあり、他の久々利九人衆の家臣の屋敷が50軒ほどあって、さながら小さな城下町的な雰囲気であった。
また江戸の金杉(芝の将監橋)と、名古屋では武平町筋北端に屋敷を与えられた。
大坂の陣において、冬の陣では妻籠の関所や信濃飯田城の守備を務め、夏の陣では天王寺口の戦いに参戦した。
元和元年（1615年）、大坂の陣終結後に江戸城への帰途、名古屋城に立寄った家康は、千村平右衛門良重と、山村甚兵衛良勝を召し出し、木曽を尾張藩に加封する旨を申し渡した。
千村平右衛門良重は、木曽と隔たった信濃伊那谷と遠江北部にも所管地を有するため、尾張藩の専属になることをなかなか承知しなかった。
尾張藩初代藩主の徳川義直は同家が木曾衆を代表する家柄だけに、なんとしてでも尾張藩専属を果たそうとして。兄の将軍徳川秀忠に対して、尾張藩に属するよう命じられたいと談判に及んだ。
結局、元和5年（1619年）、徳川秀忠の命令で幕府直臣（表交代寄合並）・信州伊那郡の幕府領の預地6,197石の支配と、遠州奥の山榑木奉行と、船明・大薗・日明・伊須賀(伊砂)の4箇村390石余預かりのままで尾張藩の附属となった。
千村平右衛門良重は信州と遠州預所管理をどうするか、老中を通して将軍に伺いを立てた。
これに対し、今後も支配するようにとの上意が下された。そこで、千村平右衛門良重は信濃伊那郡の預地は従来どおりとし、遠州奥の山を返上する代りに、同国の船明村（現在の静岡県浜松市天竜区）の榑木改役を務めたいと願い許可されて船明村に御榑木屋敷を設置した。
明暦3年（1657年）信州伊那郡の預地を支配するために、箕瀬羽場(長野県飯田市箕瀬町・羽場町)に置いていた陣屋を、荒町(長野県飯田市中央通り2丁目)に移転した。荒町陣屋または千村氏陣屋と呼ばれ、面積は1,900坪あった。
尾張藩付属の千村平右衛門家だが、同時に幕府の役職も兼ねたため、実質的には幕府と尾張藩の両属的な立場となった。
子孫は代々、尾張藩の重臣として明治維新を迎えた。

## 馬場氏
馬場氏は木曾氏の支族である。
木曽義仲の子孫で六代目の家村が足利尊氏の配下となり、領地を与えられ木曾讃岐守家村と称した。
家村は、五人の子に領地を分けて支配させ、三男の黒川常陸介家景の玄孫の家次が、信濃国伊那郡馬場に居住した時に、馬場孫三郎家次と称したのが始まりである。
その子孫が木曾の黒川郷に帰住して黒川砦を守った。
馬場半左衛門昌次はその後裔である。
馬場半左衛門昌次は、徳川家康が会津征伐の際に山村良勝、千村良重と共に下野の小山へ赴き東軍に加わったが病となって、山村良勝、千村良重が木曽に向けて出発した後も小山に留まって木曽の軍用を勤めた。
病が回復した後に徳川秀忠軍が中山道を関ヶ原に向けて進軍すると小笠原信之とともに妻籠城を守備し、他の木曾衆、遠山利景、小里光親らと共に豊臣方の大名が占拠していた美濃国の苗木城を攻めて城代の関盛祥(治兵衛)を追い出し、その後岩村城を攻めて田丸主水を降伏させて武功を挙げた。(東濃の戦い)。

### 旗本　釜戸馬場氏
```
(系譜) 昌次―利重―利尚―尚恒―尚眞―尚繁―尚式―利光―昌平―克昌―昌之―
```

元和元年（1615年）木曽が尾張藩領に加封された際、
馬場半左衛門昌次は、山村、千村とは行動を共にせず江戸に詰め、江戸幕府直属の旗本(釜戸馬場氏)となり、
土岐郡釜戸村・恵那郡茄子川村・甲斐国巨摩郡に計1,600石の知行所を与えられて釜戸村に釜戸陣屋を構えた。
昌次の子の馬場利重は寛永12年（1635年）甲斐国巨摩郡内に1000石を加増された。

### 旗本　茄子川馬場氏
明暦3年(1657年)11月25日、3代目の馬場利尚の時に、弟の馬場利興に対して父の遺領の内、恵那郡の茄子川村内の275石と甲斐国巨摩郡の合計600石を分知したことで、旗本茄子川馬場氏が誕生した。

## 久々利九人衆
その他の7家は、元和3年(1617年)尾張藩の給人とされ、中寄合の下並寄合の上座に配され、美濃国可児郡久々利村に屋敷を与えられ、美濃国内の尾張藩領の数ヶ村を知行地として、可児郡錦織村にあった材木御用などを月交代で務めた。
寛永2年(1625年)9月に尾張藩主の徳川義直が、鷹狩にて久々利村を訪れた時に、山村甚兵衛家と千村平右衛門家の両家から200石ずつを割いて千村九右衛門(千村助右衛門の子)と原藤兵衛(原図書助の子)の両人に与えた。
そのことにより、山村清兵衛家、山村八郎左衛門家、千村助右衛門家、千村次郎衛門家、千村藤右衛門家、千村九右衛門家、原十郎兵衛家、原新五兵衛家、三尾惣右衛門家の9家となった。
これら9家を「久々利九人衆」という。

### 寛永2年(1625年)の久々利九人衆の石高
- 山村清兵衛三得　　　　　700石
- 山村八郎左衛門一成　　　500石
- 千村助右衛門　　　　　　700石
- 千村次郎衛門重照　　　　600石
- 千村藤右衛門　　　　　　300石
- 千村九右衛門重秀　　　　200石
- 原図書助　　　　　　　　800石
- 原藤兵衛貞武　　　　　　200石
- 三尾将監長次　　　　　　500石

合計　　　　　　　　　　　4,500石余 

### 三尾氏
```
(系譜) 長春―長次―重安―安信―安固―安寛―忠兵衛―惣右衛門―松治―銀次郎―
```

木曾義仲の七代孫の家村の四男の家光は、木曾の贄川郷に住み贄川を姓とした。
永禄11年(1568年)、贄川家光から十三代孫の長春は、木曾の三尾郷に住み、三尾に改姓して初代となった。
天正2年（1574年）、武田信玄の命により木曽義昌が阿寺城を攻めた時に、義昌に率いられて戦った三尾長春は討死した。
この三尾長春の子が三尾将監長次である。
天正18年（1590年）、三尾将監長次は、木曽の太閤蔵入地の代官で、尾張犬山城主も兼務していた西軍の石川貞清の家臣として千村次郎右衛門・原図書助ともに贅川の砦の中に居たが、
8月12日に東軍として攻めてきた山村良勝と千村良重に内応して贄川の砦を明け渡して東軍に加わった。
このことにより、山村良勝と千村良重が関ヶ原の戦いの前哨戦である東濃の戦いにおいて勝利することができたきっかけとなったため、その功により、可児郡久々利村の丸山114石、恵那郡茄子川村86石、恵那郡正家村300石の計500石を賜った。
慶長19年(1614年)三尾将監長次は大坂冬の陣の際には妻籠城を守り、元和元年(1615年)の大坂夏の陣では、嫡男の重安・山村氏・千村氏などの木曾衆とともに河内の枚方に陣した。
元和3年(1617年)尾張藩の給人とされ、中寄合の下並寄合の上座に配され、可児郡久々利村に屋敷を与えられ、可児郡錦織村にあった尾張藩の錦織役所で材木御用等の職務を、他の久々利九人衆とともに、月交代で務めた。
三尾安信(惣右衛門)は、久々利村から名古屋城下へ移り、天和2年(1682年)、尾張藩へ隠居を願い出て、嫡子の三尾安固(治郎左衛門)へ家督を相続したところ、尾張藩が定めた減禄制の適用により正家村から150石分を召し上げられたため、三尾氏は350石となった。

### 尾張藩の世禄制廃止と久々利九人衆
尾張藩の世禄制は、寛文元年(1661年)9月廃止となった。
しかし附家老で大名格である、犬山城の成瀬家=3万5千石、今尾陣屋の竹腰家＝2万石、石河陣屋の石河家＝2万石、三河寺部陣屋の渡辺家＝1万石、大高城主の志水家＝1万石)と、特別待遇の山村甚兵衛家、千村平右衛門家の両氏は除かれ、久々利九人衆を含む尾張藩士は相続の度ごとに減禄されることとなった。
尾張藩の世禄制は、138年後の寛政11年(1794年)に復活した。

### 久々利九人衆の抵抗
寛文5年(1665年)3月、幕府は島原の乱以後、キリシタン禁制を厳重にし宗門改めを始めた。
尾張藩領でも、寺社奉行から各家臣に対し「今度宗門改めに付　頭(組頭)有之者ハ其頭ヘ　支配人有之者ハ其支配人ヘ宗門手形を差出す様」にと御触が廻った。
尾張藩は、久々利九人衆に対して山村甚兵衛家、千村平右衛門家に対して手形差出すようにとの指示を出した。
尾張藩によって美濃国可児郡久々利村に屋敷を与えられていた久々利九人衆は、
「親、祖父の頃より、この両家の組下に仰付けられたことは聞いた事がない、今度手形を両家に差出すにおいては山村甚兵衛、千村平右衛門の組下となることであって迷惑である。私共(九人衆)の親、祖父が権現様(家康)への忠義によって取立てられた者であるから、今度の手形は直接寺社奉行へ提出をお願いしたい、もしそれが叶わない場合は名古屋城中にて何れの組下或ハ御支配へなりと所属を変えていただきたい、ただ甚兵衛、平右衛門両人宛に手形を差出す事ハ御免願いたい」と陳情した。
九人衆一同が相談するに「当時こそ先祖の武をまのあたり聞き知る人も多くいて、家々の規模も立つが年月が過ぎるにつれて、千石に足らぬ悲しさで両家(山村甚兵衛家と千村平右衛門家)の支配のようになってしまう恐れは多分にある。そうなっては両家に知行を減少される事もあるかもしれない、それでは先祖の名を汚し、家の名折れである。
そこで尾張(名古屋)へ出て勤めようではないか、その勤めの功、不功によって領知が増減するかもしれないが、それは仕方がない、もし加増すれば家の大きな幸いだし、尾張藩領の御蔵入(蔵入地)となれば一統の並とみられるし、その上次男、庶子が勤める願いを出すにも名古屋にいてこそうまくいくというものであろう。こうなれば家内繁昌の基ともなる」と一決して、寛文7年(1667年)春、ひそかに尾張藩へ内達した。
これについて、山村甚兵衛留帳には「九人衆は両所(山村甚兵衛家と千村平右衛門家)ヘ手形差出候ハバ　組之者の様に有之云々」と言っているが、彼等は組下ではないが「前々より支配人にハ相究候処に左無之様に申立候」と言っている。
このことにより山村甚兵衛・千村平右衛門の両家と不和となった久々利九人衆は、
寛文7年(1667年)、久々利村の在所屋敷を残して、名古屋城下へ転住し、尾張藩の普請組寄合となった。

### 名古屋移転後の久々利九人衆
名古屋移転の翌年の寛文8年(1668年)千村九右衛門正古が隠居を願い出たところ、尾張藩ではこれを新規召抱同様と見なして、「無勤功の輩は減ずる」の例を適用して、高200石の内、150石のみ悴の小十郎正任に与えた。
隠居仰付けられた千村九右衛門は「御朱印地で減ぜられるべきものでないのに」と嘆き、我らばかり一族の中で減ぜられては面目がないと言って、父子共に退去してしまった。
その翌年尾張藩は、同族の千村助右衛門重佐に命じて政秀寺に父子共にいるのを尋ね出し御預けとなり、知行屋敷共に召上げられてしまった(後に復活し100石を給せらた。)
第二は、寛文8年5月24日、千村次郎右衛門宅へ山村清兵衛が来て、話すうちに争いとなり、千村次郎右衛門が山村清兵衛を切り伏せ、千村次郎右衛門自身は自害した。
これによって両人が居た屋敷・知行・久々利に残っていた在所屋敷等は召上げられた。
この両人争いの原因については記録が無いから分からないが、察するに名古屋移転が彼らが初めに考えたことと相違した尾張藩の待遇であったからではなかろうか。これについて「岐蘇古今沿革志」は次のように記している。
右両人の喧嘩は寛文八年五月二四日にて両家断絶という。
以上の二事件で分かるように、名古屋へ出た九人衆は子孫繁栄とはいかなかったようである。
これに対して本家格の山村甚兵衛家や千村平右衛門家は勝手に行ったことだからと見放していたかというと、そうではなく、それなりに一族として手を尽くしている。
次にその例として、山村甚兵衛家八代目の(良啓(たかひら)の口上覚を、中津川日記(山村家日記)から略記すると、
「同名清兵衛儀の先祖は久々利九人之内にて、私先祖と同様木曽に於て忠功の者に御座いますが、今の清兵衛の祖父の代に同格の千村次郎右衛門と喧嘩仕り両家とも断絶しました。次郎右衛門は手出しをした方であるが、其後御願して仕合能く知行を下され現に寄合役を勤めて居ります。当清兵衛は別紙の通り(書付なし)未だ御扶持米(何程か不明)で相勤めて罷居りますが、出来得れば先祖の勤功を以て減知の内只今頂戴して居ります御扶持給高程知行に御振替候様に私から御願申呉れとの事で御座居ます　六ケ敷い事とは存じますが　別紙認□を御目にかけますから御内覧成し下さいます様、御願申上げます」　と記されている。
山村清兵衛家と千村次郎右衛門家は両家断絶後、年月不明であるけれども両家とも復活したが、千村次郎右衛門方は先に手出ししたにかかわらず知行を貰っている(旧知の内100石)が、清兵衛方は切米取の身分であるから、これを知行に振替える。即ち家格を元の知行取の身分にして戴きたいと願ったもので、たとえ禄高は少くても元の知行取となって由緒ある家柄の回復をと、本家格の甚兵衛良啓より御伺を出したものである。